# 準フロベニウスリー代数
数学において、体 k 上の準フロベニウスリー代数 (quasi-Frobenius Lie algebra)
{\displaystyle ({\mathfrak {g}},[\,\,\,,\,\,\,],\beta )}
とは、リー代数
{\displaystyle ({\mathfrak {g}},[\,\,\,,\,\,\,])}
であって、次のような非退化歪対称双線型形式 {\displaystyle \beta \colon {\mathfrak {g}}\times {\mathfrak {g}}\to k} を持ったものである：
{\displaystyle \beta } は k に値を持つ {\displaystyle {\mathfrak {g}}} のリー代数 2-コサイクル。言い換えると、
{\displaystyle \beta \left(\left[X,Y\right],Z\right)+\beta \left(\left[Z,X\right],Y\right)+\beta \left(\left[Y,Z\right],X\right)=0} for all {\displaystyle X,Y,Z} in {\displaystyle {\mathfrak {g}}}.
{\displaystyle \beta } がコバウンダリであれば、つまりある線型形式 {\displaystyle f\colon {\mathfrak {g}}\to k} が存在して
{\displaystyle \beta (X,Y)=f(\left[X,Y\right])}
であれば、
{\displaystyle ({\mathfrak {g}},[\,\,\,,\,\,\,],\beta )}
はフロベニウスリー代数 (Frobenius Lie algebra) と呼ばれる。

## 非退化不変歪対称双線型形式を持った pre-Lie algebra との同値性
{\displaystyle ({\mathfrak {g}},[\,\,\,,\,\,\,],\beta )} が準フロベニウスリー代数であれば、{\displaystyle {\mathfrak {g}}} 上に別の双線型積 {\displaystyle \triangleleft } を
{\displaystyle \beta \left(\left[X,Y\right],Z\right)=\beta \left(Z\triangleleft Y,X\right)}
によって定義できる。
すると{\displaystyle \left[X,Y\right]=X\triangleleft Y-Y\triangleleft X} が成り立ち、
{\displaystyle ({\mathfrak {g}},\triangleleft )}
は pre-Lie algebra である。